# كات سيمونز
كات سيمونز (بالإنجليزية: Cat Simmons)‏ هي ممثلة بريطانية، ولدت في 4 مايو 1981 في بلاكبرن في المملكة المتحدة.

## وصلات خارجية
- كات سيمونز على موقع IMDb (الإنجليزية)
- كات سيمونز على موقع قاعدة بيانات الفيلم (الإنجليزية)